# پارک جنگلی کاسایوا
پارک جنگلی کاسایوا یک پارک جنگلی در گامبیا است. این پارک ۲۰۲ هکتار وسعت دارد.